# Mannford
Mannford is een plaats (town) in de Amerikaanse staat Oklahoma, en valt bestuurlijk gezien onder Creek County en Pawnee County en Tulsa County.

## Demografie
Bij de volkstelling in 2000 werd het aantal inwoners vastgesteld op 2095.
In 2006 is het aantal inwoners door het United States Census Bureau geschat op 2771, een stijging van 676 (32.3%).

## Geografie
Volgens het United States Census Bureau beslaat de plaats een oppervlakte van
17,9 km², waarvan 13,9 km² land en 4,0 km² water.

## Plaatsen in de nabije omgeving
De onderstaande figuur toont nabijgelegen plaatsen in een straal van 12 km rond Mannford.

## Geboren in Mannford
- Lee Hazlewood (1929-2007), zanger, liedjesschrijver en producer